# Nadleśnictwo Kolbudy
Nadleśnictwo Kolbudy – jednostka organizacyjna Lasów Państwowych podległa Regionalnej Dyrekcji Lasów Państwowych w Gdańsku. Siedziba Nadleśnictwa znajduje się w Kolbudach, w województwie pomorskim. Podlegają mu 3 obręby i 14 leśnictw. 

## Historia
Nadleśnictwo w Kolbudach powstało dopiero w 1977, w wyniku połączenia trzech nadleśnictw: Jodłowno, Skrzeszewo oraz Sobowidze (dzisiejsze obręby leśne). Początkowo składało się z 18 leśnictw, dziś jest ich 14.

## Ochrona przyrody
Na terenie nadleśnictwa znajduje się pięć rezerwatów przyrody:
- Bursztynowa Góra[2]
- Dolina Kłodawy[3]
- Jar Reknicy[4]
- Jar Rzeki Raduni[5]
- Wyspa na Jeziorze Przywidz[6]

## Drzewostany
Gatunki lasotwórcze lasów nadleśnictwa (z ich udziałem procentowym):
- sosna 41,3%
- buk 23,1%
- świerk 10,2%
- dąb 9,1%
- brzoza 8,9%
- modrzew 4,1%
- olsza 1,8%
- inne gatunki 1%